# IC 1042
IC 1042 est une galaxie lenticulaire située dans la constellation de la Vierge. Cette galaxie a été découverte par l'astronome français Stéphane Javelle en 1891.

## Description
Sa vitesse par rapport au fond diffus cosmologique est de 8 213 ± 16 km/s, ce qui correspond à une distance de Hubble de 121,1 ± 8,5 Mpc (∼395 millions d'al).
Selon la base de données Simbad, IC 1042 est une radiogalaxie.
Les galaxies IC 1042 et NGC 5718 figurent dans l'atlas des galaxies particulières de Halton Arp sous la cote Arp 171. Arp utilise cette paire comme un exemple de galaxies avec des queues diffuses, un phénomène qui se produit dans des galaxies en interaction gravitationnelle, ce qui est sans doute le cas, car avec une vitesse radiale de (8196 ± 2) km/s NGC 5718 est à peu près à la même distance de la Voie lactée que IC 1042.
À ce jour, une mesure non basée sur le décalage vers le rouge (redshift) donne une distance d'environ 65,600 Mpc (∼214 millions d'al). Cette valeur est très à l'extérieur des valeurs de la distance de Hubble. Notons que c'est avec la valeur moyenne des mesures indépendantes, lorsqu'elles existent, que la base de données NASA/IPAC calcule le diamètre d'une galaxie.